# South Park View
South Park View és una població dels Estats Units a l'estat de Kentucky. Segons el cens del 2000 tenia 196 habitants.

## Demografia
Segons el cens del 2000, South Park View tenia 196 habitants, 67 habitatges, i 56 famílies. La densitat de població era de 688 habitants/km².
Dels 67 habitatges en un 32,8% hi vivien nens de menys de 18 anys, en un 70,1% hi vivien parelles casades, en un 7,5% dones solteres, i en un 16,4% no eren unitats familiars. En el 14,9% dels habitatges hi vivien persones soles el 10,4% de les quals corresponia a persones de 65 anys o més que vivien soles. El nombre mitjà de persones vivint en cada habitatge era de 2,93 i el nombre mitjà de persones que vivien en cada família era de 3,18.
Per edats la població es repartia de la següent manera: un 24% tenia menys de 18 anys, un 8,2% entre 18 i 24, un 30,1% entre 25 i 44, un 26% de 45 a 60 i un 11,7% 65 anys o més.
L'edat mediana era de 39 anys. Per cada 100 dones de 18 o més anys hi havia 96,1 homes.
La renda mediana per habitatge era de 51.563 $ i la renda mediana per família de 59.583 $. Els homes tenien una renda mediana de 34.583 $ mentre que les dones 23.250 $. La renda per capita de la població era de 19.482 $. Cap de les famílies i el 4% de la població estaven per davall del llindar de pobresa.

## Poblacions més properes
El següent diagrama mostra les poblacions més properes.